# Nowy Brańszczyk
Nowy Brańszczyk – wieś w Polsce położona w województwie mazowieckim, w powiecie wyszkowskim, w gminie Brańszczyk. Ma status sołectwa.
Na dzień 31 grudnia 2013 roku sołectwo liczyło 234 mieszkańców zameldowanych na pobyt stały.
Wierni Kościoła rzymskokatolickiego należą do parafii św. Jana Chrzciciela w Brańszczyku.

## Historia
W latach 1921–1931 wieś leżała w województwie białostockim, w powiecie ostrołęckim, w gminie Brańszczyk.
Według Powszechnego Spisu Ludności z 1921 roku wieś zamieszkiwało 209 osób, 887 było wyznania rzymskokatolickiego a 20 mojżeszowego. Jednocześnie wszyscy mieszkańcy zadeklarowali polską przynależność narodową. Były tu 34 budynki mieszkalne. Miejscowość należała do parafii rzymskokatolickiej w Nowej Wsi. Podlegała pod Sąd Grodzki w Ostrowie i Okręgowy w Łomży; właściwy urząd pocztowy mieścił się w Brańszczyku. 
W wyniku agresji III Rzeszy na Polskę we wrześniu 1939 wieś znalazła się pod okupacją niemiecką i do wyzwolenia weszła w skład dystryktu warszawskiego Generalnego Gubernatorstwa.
W latach 1975–1998 miejscowość administracyjnie należała do województwa ostrołęckiego.